# Saint-Médard-d’Excideuil
Saint-Médard-d’Excideuil település Franciaországban, Dordogne megyében. Lakosainak száma 545 fő (2022. január 1.). Saint-Médard-d’Excideuil Dussac, Lanouaille, Anlhiac, Saint-Raphaël, Cherveix-Cubas, Excideuil, Clermont-d’Excideuil és Preyssac-d’Excideuil községekkel határos.

## Népesség
A település népessége az elmúlt években az alábbi módon változott:
| Lakosok száma | 667  | 641  | 665  | 616  | 526  | 528  | 546  | 547  | 542  | 545  |
|               | 1968 | 1982 | 1990 | 2006 | 2013 | 2015 | 2017 | 2019 | 2020 | 2022 |